# Bahnhof Hanau West
Der Bahnhof Hanau West war der erste Bahnhof in Hanau. Er wurde 1848 in Betrieb genommen und liegt am Streckenkilometer 17,9 der Bahnstrecke Frankfurt–Hanau. Die Betriebsstelle war seit den 1970er Jahren nur noch eine Haltestelle, ein betrieblich verbundener Haltepunkt mit Abzweigstelle. Inzwischen ist Hanau West betrieblich ein Bahnhofsteil von Hanau Hauptbahnhof.

## Geschichte

Das Empfangsgebäude von Julius Eugen Ruhl von 1848, stadtseitige Ansicht

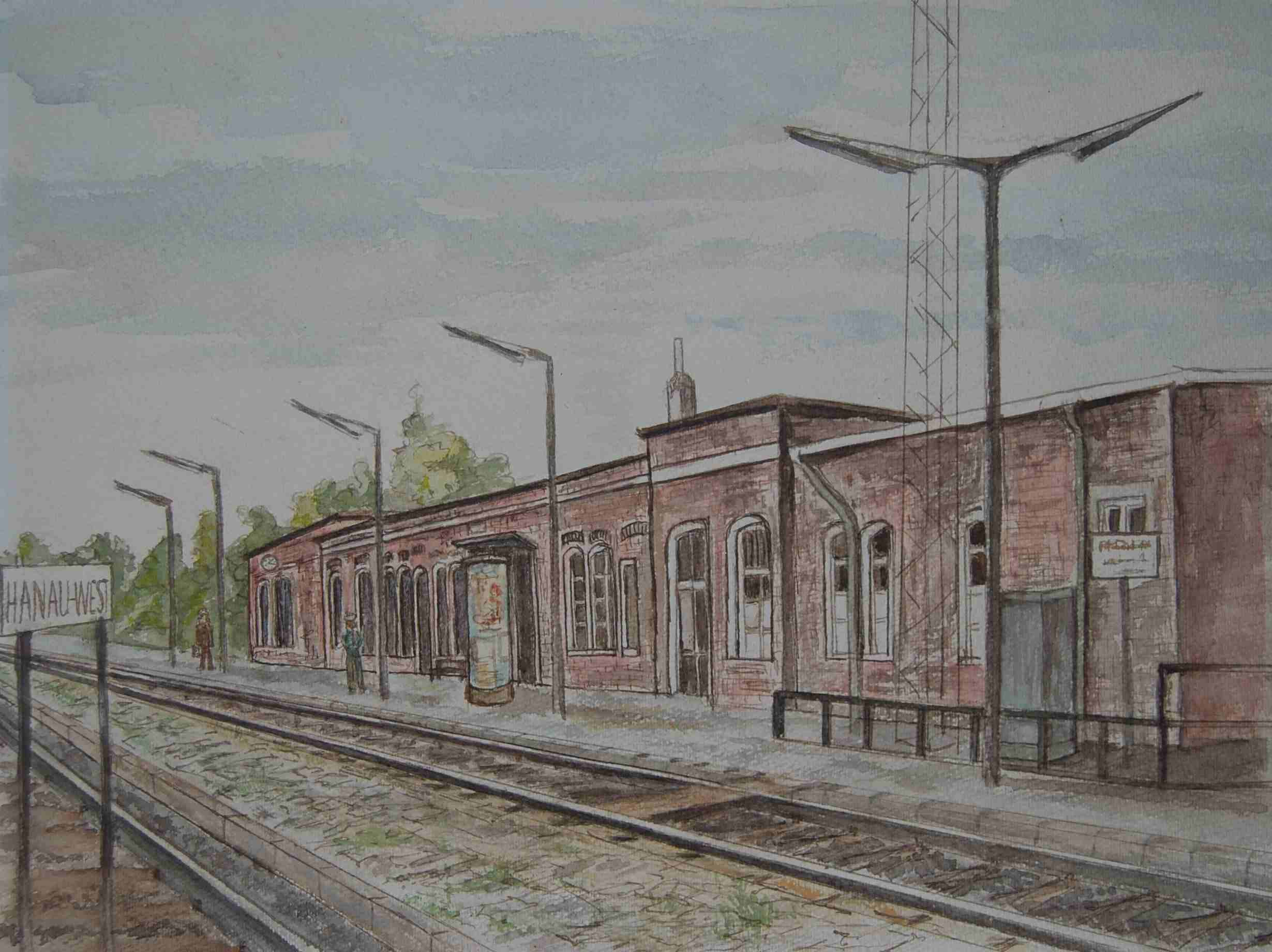
Empfangsgebäude im Zustand nach dem 2. Weltkrieg, vor 1970

Der Hanauer Westbahnhof wurde 1848 als östlicher End- und Kopfbahnhof der Bahnstrecke Frankfurt–Hanau der Frankfurt-Hanauer Eisenbahn-Gesellschaft und erster Bahnhof in Hanau in Betrieb genommen. Er lag damals am westlichen Rand der Neustadt Hanau, unmittelbar an der von dort zum Schloss Philippsruhe führenden Philippsruher Allee. Das Empfangsgebäude stammte ebenso wie das des nächst westlich gelegenen Haltepunktes Wilhelmsbad von dem Architekten Julius Eugen Ruhl. Es stand stadtseitig, nördlich der Gleisanlagen. Die Bahnsteiggleise waren mit einer hölzernen Bahnsteighalle überdacht.
Bei der Verlängerung der Frankfurt-Hanauer Eisenbahn in Richtung Aschaffenburg und ihrem Anschluss an die bayerische Ludwigs-West-Bahn 1854 musste der Bahnhof zu einem Durchgangsbahnhof umgebaut werden. Im Vorfeld dieser Erweiterung kam es in Kurhessen 1852 zu einer Regierungskrise, weil Kurfürst Friedrich Wilhelm von der den Ausbau finanzierenden Bank Bernus du Fay ein Schmiergeld in Höhe von 100.000 Talern erwartete, bevor er die entsprechende Konzession unterzeichnete. Der leitende Minister, Ludwig Hassenpflug, bot daraufhin seinen Rücktritt an, der Kurfürst verweigerte ihm aber die Demission. Später wurde parallel zur Philippsruher Allee ein eiserner Steg über die Bahnanlagen errichtet, der es Fußgängern ermöglichte, auch bei der oft geschlossenen Schranke des Bahnüberganges der Philippsruher Allee, die Gleise zu überqueren.
Nach 1862 übernahm die Hessische Ludwigsbahn den Betrieb und 1872 auch das Eigentum an der Frankfurt-Hanauer Eisenbahn und damit auch am Bahnhof Hanau (West). Sie errichtete im östlichen Bahnhofsbereich, östlich von Philippsruher Allee und ehemaligem Mainkanal, ein Werkstattgebäude südlich der Gleise, dass zwischen den Weltkriegen noch existierte, allerdings damals schon bahnfremd vermietet war. Nicht zum Bahnhof Hanau West dagegen gehörte (auch wenn oft für ein Relikt des ersten Hanauer Bahnhofs gehalten) eine Umladeanlage für den Ortsgüterverkehr und ein Lokschuppen nordöstlich der Gleise: die so genannte „Wiener Spitze“. Das Gelände wurde als Abstellanlage für Bahnbusse und später für Busse der Regionalverkehr Kurhessen genutzt.
Bis 1873 war der heutige Haltepunkt Hanau West unter dem Namen „Hanau“ – ohne jeden Namenszusatz – der „Hauptbahnhof“ von Hanau. Dies begann sich erst zu ändern, als in jenem Jahr mit der Steinheimer Mainbrücke eine eigene Querung des Mains für die Frankfurt-Bebraer Eisenbahn geschaffen wurde. Der Kreuzungspunkt zwischen Frankfurt-Hanauer Eisenbahn und Frankfurt-Bebraer Eisenbahn lag (damals) weit östlich der Stadt. Der dort errichtete Bahnhof, „Hanau Ost“ (heute: Hanau Hauptbahnhof), war nun der für den Eisenbahnbetrieb bedeutendere Bahnhof, wenn auch für Reisende aus Hanau recht abgelegen. Deshalb behielt Hanau West noch für viele Jahre seine Anbindung an den Fernverkehr, auch wenn die Betriebseinrichtungen zunehmend ausgelagert wurden. 1902 wurde das dortige Betriebsmaterialien-Nebenmagazin und die Betriebswerkstätte aufgehoben und der dort bis dahin stationierte Hilfsgerätewagen nach Hanau-Ost abgezogen. Im Reichs-Kursbuch von 1914, der letzten Friedensausgabe vor dem Ersten Weltkrieg, wird der Bahnhof als „Hanau West (Stadt)“ bezeichnet.
Von 1908 bis 1928 wurde der Bahnhof Hanau West von der Straßenbahn der HSB angefahren. Seit 1928 fahren am heutigen Haltepunkt nur noch Busse.
Im Zweiten Weltkrieg war der „Westbahnhof“ Ziel von Luftangriffen der Alliierten, so am 11. November 1940 (Blindgänger) und auch während des Luftangriffs auf Hanau vom 19. März 1945. Das Empfangsgebäude überstand den Krieg mit schweren Schäden, die provisorisch behoben wurden. Beim Bau der Straßenunterführung für die Philippsruher Allee in den 1970er Jahren wurde das Gebäude zusammen mit dem Güterschuppen abgerissen. Stattdessen wurde ein einfacher Haltepunkt mit Mittelbahnsteig errichtet, der auch die Straßenunterführung überbrückt.

## Gegenwart

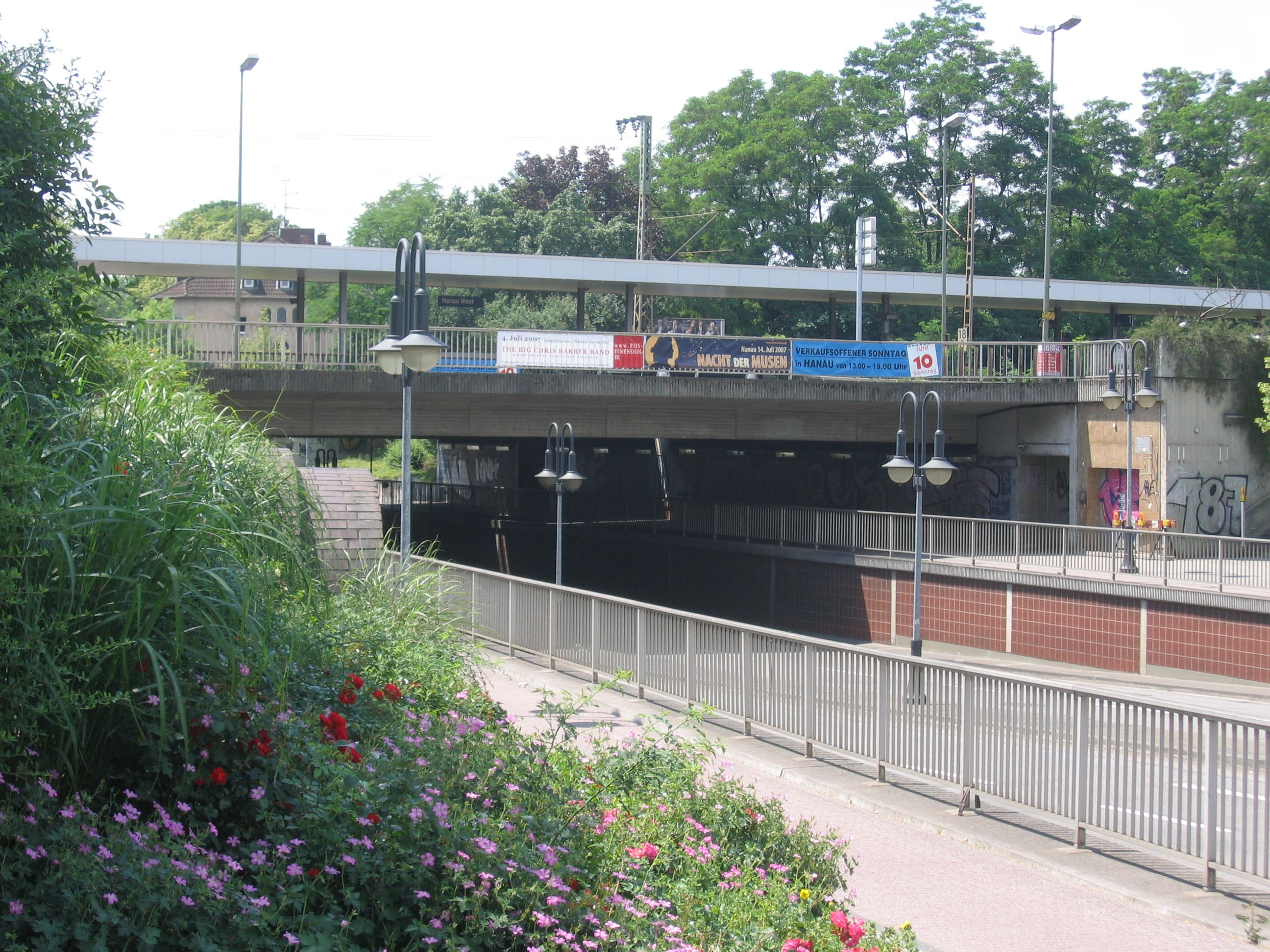
Bahnhof Hanau West

Zurzeit wird der Haltepunkt Hanau West lediglich von einer Regionalbahnlinie bedient, die im Rahmen des Rhein-Main-Verkehrsverbundes (RMV) von der Hessischen Landesbahn betrieben wird (RB 58). Hinzu kommen einzelne Züge der Regional-Express-Linie RE 54. Seit dem 14. Dezember 2008 hält nachmittags ein Zug der Regional-Express-Linie RE 85 (VIAS) auf dem Weg von Frankfurt nach Groß-Umstadt Wiebelsbach am Haltepunkt Hanau West.
| Linie | Verlauf | Takt                                 | Betreiber       |
| ----- | --- | ------------------------------------ | --------------- |
| RE 54 | Main-Spessart-Express: Frankfurt (Main) Hbf – Frankfurt (Main) Süd – Frankfurt Ost – Frankfurt-Mainkur – Maintal West – Maintal Ost – Hanau-Wilhelmsbad – Hanau West – Hanau Hbf – Kahl (Main) – Dettingen (Main) – Kleinostheim – Aschaffenburg Hbf – Heigenbrücken – Wiesthal – Partenstein – Lohr Bf – Langenprozelten – Gemünden (Main) – Karlstadt (Main) – Retzbach-Zellingen – Würzburg Hbf – Schweinfurt Hbf – Haßfurt – Bamberg Stand: Fahrplanwechsel Dezember 2021 | 120 min (mit Lücken zur HVZ)         | DB Regio Bayern |
| RB 58 | Rüsselsheim Opelwerk – Rüsselsheim – Frankfurt am Main Flughafen Fernbf / (Frankfurt (Main) Hbf –) (nur HVZ) Frankfurt (Main) Süd – Frankfurt Ost – Frankfurt-Mainkur – Maintal West – Maintal Ost – Hanau-Wilhelmsbad – Hanau West – Hanau Hbf – Großauheim (Kr Hanau) – Großkrotzenburg – Kahl (Main) – Dettingen (Main) – Rückersbacher Schlucht – Kleinostheim – Aschaffenburg Hbf – Hösbach – Laufach Stand: Fahrplanwechsel Dezember 2021                               | 60 min 30 min (FF Süd–Hanau zur HVZ) | HLB Hessenbahn  |
| RE 85 | Odenwaldbahn: Frankfurt (Main) Hbf – Frankfurt (Main) Süd – Frankfurt (Main) Ost – Maintal Ost → Hanau West → Hanau Hbf – Hainburg-Hainstadt – Seligenstadt (Hess) – Babenhausen (Hess) – Groß-Umstadt Mitte – Groß-Umstadt Wiebelsbach – Höchst (Odenw) – Bad König – Michelstadt – Erbach (Odenw) Stand: Fahrplanwechsel Juni 2022 | ein Zugpaar                          | VIAS            |

Es besteht eine Verknüpfung mit Bussen der Hanauer Straßenbahn AG, die ebenfalls dem RMV angehört. Die Ausstattung des Haltepunktes ist eher minimalistisch und insbesondere bei schlechtem Wetter nicht geeignet, Reisende zur Nutzung zu animieren.

## Zukunft
Im Zuge der geplanten nordmainischen S-Bahn von Frankfurt über Maintal nach Hanau Hauptbahnhof werden aus westlicher Richtung in den Haltepunkt Hanau West zwei neue Gleise eingeführt und südlich der heute bestehenden Gleise verlegt werden. Die Ostausfahrt in Richtung Hanau Hauptbahnhof wird aber nur dreigleisig sein, da dort zwischen der bestehenden Bebauung und der Straße der Platz für einen viergleisigen Ausbau nicht ausreicht. Auch im Zuge der Aufwertung der westlichen Hanauer Innenstadt soll der Bahnhof Hanau West wieder an Bedeutung gewinnen. Im politischen Raum wird schon vom Hanauer „City-Bahnhof“ gesprochen, was vor allem der innenstadtnahen Lage des Haltepunktes geschuldet ist.